# Austin Cutting
Austin Cutting (Keller, 27 ottobre 1996) è un giocatore di football americano statunitense che milita nel ruolo di long snapper per i Minnesota Vikings della National Football League (NFL).

## Carriera professionistica

### Minnesota Vikings
Cutting fu scelto nel corso del settimo giro (250º assoluto) del Draft NFL 2019 dai Minnesota Vikings. Debuttò come professionista subentrando nella gara del primo turno contro gli Atlanta Falcons. Nella sua stagione da rookie disputò tutte le 16 partite.